# Henryk Sułkowski
Henryk Sułkowski (ur. 26 lutego?/10 marca 1897 w Janopolu, zm. 29 kwietnia – 1 maja 1940 w Kalininie) – kapitan rezerwy Marynarki Wojennej, kawaler Orderu Virtuti Militari, ziemianin, ofiara zbrodni katyńskiej.

## Życiorys
Syn Adama i Adeli ze Stępniewskich. Ukończył Szkołę Realną w Pińsku. W latach 1912–1916 w Morskim Korpusie Kadetów, później w Wyższej Szkole Morskiej w Petersburgu. W czasie I wojny światowej uczestniczył w wielomiesięcznych ćwiczeniach na okrętach bojowych Floty Bałtyckiej i Czarnomorskiej. Od 28 kwietnia 1919 w Wojsku Polskim, początkowo w latach 1919–1921 służył w Batalionie Morskim. Awansowany na stopień porucznika Marynarki Wojennej ze starszeństwem z dniem 1 czerwca 1919. 4 października 1919 przeniesiony do Flotylli Pińskiej, a w 1920 do Flotylli Wiślanej, gdzie pełnił służbę starszego oficera na okręcie uzbrojonym „Wawel”, przejętym od marynarki niemieckiej. 18 sierpnia 1920 wyróżnił się szczególnym męstwem w rejonie Płocka. Po zakończeniu działań wojennych służył krótko we Flotylli Pińskiej, po czym w 1921 przeszedł do rezerwy. W tym samym roku został uhonorowany Krzyżem Srebrnym Orderu Wojskowego Virtuti Militari. We wniosku o nadanie tego odznaczenia kpt. Bohdan Jarociński, napisał m.in.:

Podczas bitwy w dniu 18 VIII 1920 r. w rejonie Płocka, między innymi okrętami z Flotylli Wiślanej przyjmował udział okręt „Wawel” z ppor. Sułkowskim Henrykiem na stanowisku starszego oficera. Ppor. Sułkowski wykazał w tej bitwie zadziwiająco zimną krew i bohaterstwo. „Wawel” był ostrzeliwany z 500–800 kroków przez zamaskowaną baterię nieprzyjaciela ogniem huraganowym i kilku kaemów. Ppor. Sułkowski zajął miejsce przy armacie okrętu i prowadził przez cały czas trwania bitwy ogień artylerii i kaemów. Gdy w krytycznej chwili załogę opanowała panika i marynarze zaczęli się chwiać, ppor. Sułkowski, strzelając własnoręcznie z jednej z armat, zmusił baterię nieprzyjaciela do chwilowego milczenia. Służąc całej załodze przykładem, utrzymał wszystkich ludzi na miejscach i tym przyczynił się do wyprowadzenia okrętu do mniej niebezpiecznego miejsca, skąd w dalszym ciągu prowadził bitwę z baterią nieprzyjaciela, pomagając tym okrętowi „Batory”, znajdującemu w nader ciężkiej sytuacji. Przez cały czas trwania bitwy ppor. Sułkowski wykazał całkowitą pogardę śmierci i nieopisany patriotyzm, porywając ludzi za sobą.

W okresie dwudziestolecia międzywojennego prowadził rodzinny majątek Janopol w powiecie drohickim. Z dniem 1 stycznia 1937 został awansowany na stopień kapitana marynarki rezerwy ze starszeństwem.
W czasie kampanii wrześniowej1939 zmobilizowany do Flotylli Pińskiej, w której pełnił funkcję dowódcy pododcinka Janów oraz dowódcy grupy kutrów na Prypeci i Jasiołdzie. Po agresji ZSRR na Polskę, 22 września 1939 aresztowany, zwolniony, a następnie ponownie aresztowany 30 września i wzięty do niewoli sowieckiej.  Od 1 stycznia 1940 znajdował się na liście jeńców osadzonych w specjalnym obozie NKWD w Ostaszkowie. W czasie pobytu w obozie kierował budową drewnianego mostu i grobli łączących wyspę Stołbnyj na jeziorze Seliger, gdzie przetrzymywano polskich więźniów, z lądem stałym. Wymieniony w zarządzeniu nr 010 z 27 stycznia 1940, wydanym przez szefa obozu w Ostaszkowie w sprawie wypłaty żołdu od 1 stycznia 1940 jeńcom wojennym zwerbowanym do kierowania robotami budowlanymi w obozie. Między 28 a 29 kwietnia 1940 został przekazany do dyspozycji naczelnika Obwodowego Zarządu NKWD w Kalininie – lista wywózkowa 051/2 z 27 kwietnia 1940. Między 29 kwietnia a 1 maja 1940 został zamordowany w Kalininie (obecnie Twer) przez funkcjonariuszy Obwodowego Zarządu NKWD w Kalininie oraz pracowników NKWD przybyłych z Moskwy na mocy decyzji Biura Politycznego KC WKP(b) z 5 marca 1940, jako jedna z ofiar zbrodni katyńskiej. Ofiary tej zbrodni grzebano potajemnie na terenie leśnym, w bezimiennych mogiłach zbiorowych, gdzie od 2 września 2000 mieści się oficjalnie Polski Cmentarz Wojenny w Miednoje.
5 października 2007 minister obrony narodowej Aleksander Szczygło mianował go pośmiertnie na stopień komandora podporucznika. Awans został ogłoszony 9 listopada 2007 w Warszawie, w trakcie uroczystości „Katyń Pamiętamy – Uczcijmy Pamięć Bohaterów”.

### Życie prywatne
Henryk Sułkowski poślubił Franciszkę z domu Turkułł. 30 maja 1935 urodziła im się córka Jadwiga. Po aresztowaniu Henryka Sułkowskiego, jego żona Franciszka (zm. 1985) wraz ze swoją matką i teściową zostały wywiezione do Kazachstanu, gdzie spędziły niemal 6 lat. Jego matka – Adela Sułkowska zsyłki nie przeżyła, natomiast jego żona Franciszka i teściowa po powrocie do Polski początkowo przebywały na ziemiach odzyskanych, a następnie przeprowadziły się do Krakowa i Rzeszowa, gdzie się osiedliły.

## Odznaczenia
- Krzyż Srebrny Orderu Wojskowego Virtuti Militari nr 3948 – 1921[7][4][1]

## Upamiętnienie
W 2023, w ramach akcji „Katyń... pamiętamy” / „Katyń... Ocalić od zapomnienia”, w Orzyszu został zasadzony Dąb Pamięci poświęcony Henrykowi Sułkowskiemu.